# Luisa d'Assia
Luisa Carolina Teodora Amalia d'Assia (Darmstadt, 16 gennaio 1779 – Köthen, 18 aprile 1811) fu una principessa del Granducato d'Assia e del Reno.
Era l'unica figlia femmina di Luigi I d'Assia, granduca d'Assia e del Reno dal 1816 al 1830, e di Luisa d'Assia-Darmstadt.
Venne data in sposa al principe Luigi di Anhalt-Köthen, figlio cadetto di Carlo Giorgio, principe di Anhalt-Köthen dal 1755 al 1789. Il matrimonio, che sanciva l'unione degli Assia-Darmstadt con gli Anhalt, venne celebrato a Darmstadt il 20 settembre 1800.
Luisa diede due figli al marito, contribuendo così alla sopravvivenza del ramo degli Anhalt-Köthen:
- Federico Guglielmo (Halle an der Saale, 7 luglio 1801-Köthen, 29 ottobre 1801);
- Luigi Augusto (Köthen, 20 settembre 1802-Leipzig, 18 dicembre 1818).

Alla morte di suo suocero, avvenuta il 17 ottobre 1789, ereditò il fratello maggiore di suo marito Augusto Cristiano, che nel 1763 aveva sposato la principessa Luisa di Schleswig-Holstein-Glücksburg; il matrimonio però non diede alcun figlio.
Luisa morì nel 1811, un anno prima di Augusto Cristiano.
Alla morte del cognato, che aveva nel frattempo ottenuto l'elevazione dell'Anhalt-Köthen a Ducato nel 1806, ereditò il titolo il secondogenito Luigi Augusto.

## Ascendenza
|                                                        |                              |                                                                       | Genitori                                           |  |  | Nonni |  |  | Bisnonni                     |  |  | Trisnonni                       |  |
|                                                        |                              |                                                                       |                                                    |  |  |       |  |  | Luigi VIII d'Assia-Darmstadt |  |  | Ernesto Luigi d'Assia-Darmstadt |  |
|                                                        |                              |                                                                       |                                                    |  |  |       |  |  | Luigi VIII d'Assia-Darmstadt |  |  | Ernesto Luigi d'Assia-Darmstadt |  |
|                                                        |                              | Dorotea Carlotta di Brandeburgo-Ansbach                               |                                                    |  |  |       |  |  | Luigi VIII d'Assia-Darmstadt |  |  |                                 |  |
| Luigi IX d'Assia-Darmstadt                             |                              |                                                                       |                                                    |  |  |       |  |  | Luigi VIII d'Assia-Darmstadt |  |  |                                 |  |
|                                                        |                              | Carlotta di Hanau-Lichtenberg                                         | Giovanni Reinardo III di Hanau-Lichtenberg         |  |  |       |  |  |                              |  |  |                                 |  |
|                                                        |                              | Carlotta di Hanau-Lichtenberg                                         | Giovanni Reinardo III di Hanau-Lichtenberg         |  |  |       |  |  |                              |  |  |                                 |  |
|                                                        |                              | Carlotta di Hanau-Lichtenberg                                         | Dorotea Federica di Brandeburgo-Ansbach            |  |  |       |  |  |                              |  |  |                                 |  |
| Luigi I d'Assia                                        |                              | Carlotta di Hanau-Lichtenberg                                         |                                                    |  |  |       |  |  |                              |  |  |                                 |  |
|                                                        |                              | Cristiano III del Palatinato-Zweibrücken                              | Cristiano II del Palatinato-Zweibrücken-Birkenfeld |  |  |       |  |  |                              |  |  |                                 |  |
|                                                        |                              | Cristiano III del Palatinato-Zweibrücken                              | Cristiano II del Palatinato-Zweibrücken-Birkenfeld |  |  |       |  |  |                              |  |  |                                 |  |
|                                                        |                              | Cristiano III del Palatinato-Zweibrücken                              | Caterina Agata di Rappoltstein                     |  |  |       |  |  |                              |  |  |                                 |  |
| Carolina del Palatinato-Zweibrücken-Birkenfeld         |                              | Cristiano III del Palatinato-Zweibrücken                              |                                                    |  |  |       |  |  |                              |  |  |                                 |  |
|                                                        |                              | Carolina di Nassau-Saarbrücken                                        | Luigi Crato di Nassau-Saarbrücken                  |  |  |       |  |  |                              |  |  |                                 |  |
|                                                        |                              | Carolina di Nassau-Saarbrücken                                        | Luigi Crato di Nassau-Saarbrücken                  |  |  |       |  |  |                              |  |  |                                 |  |
|                                                        |                              | Carolina di Nassau-Saarbrücken                                        | Filippa Enrichetta di Hohenlohe-Langenburg         |  |  |       |  |  |                              |  |  |                                 |  |
| Luisa d'Assia                                          |                              | Carolina di Nassau-Saarbrücken                                        |                                                    |  |  |       |  |  |                              |  |  |                                 |  |
|                                                        | Luigi VIII d'Assia-Darmstadt | Ernesto Luigi d'Assia-Darmstadt                                       |                                                    |  |  |       |  |  |                              |  |  |                                 |  |
|                                                        | Luigi VIII d'Assia-Darmstadt | Ernesto Luigi d'Assia-Darmstadt                                       |                                                    |  |  |       |  |  |                              |  |  |                                 |  |
|                                                        | Luigi VIII d'Assia-Darmstadt | Dorotea Carlotta di Brandeburgo-Ansbach                               |                                                    |  |  |       |  |  |                              |  |  |                                 |  |
| Giorgio Guglielmo d'Assia-Darmstadt                    | Luigi VIII d'Assia-Darmstadt |                                                                       |                                                    |  |  |       |  |  |                              |  |  |                                 |  |
|                                                        |                              | Carlotta di Hanau-Lichtenberg                                         | Giovanni Reinardo III di Hanau-Lichtenberg         |  |  |       |  |  |                              |  |  |                                 |  |
|                                                        |                              | Carlotta di Hanau-Lichtenberg                                         | Giovanni Reinardo III di Hanau-Lichtenberg         |  |  |       |  |  |                              |  |  |                                 |  |
|                                                        |                              | Carlotta di Hanau-Lichtenberg                                         | Dorotea Federica di Brandeburgo-Ansbach            |  |  |       |  |  |                              |  |  |                                 |  |
| Luisa d'Assia-Darmstadt                                |                              | Carlotta di Hanau-Lichtenberg                                         |                                                    |  |  |       |  |  |                              |  |  |                                 |  |
|                                                        |                              | Cristiano Carlo Reinardo di Leiningen-Dachsburg-Falkenburg-Heidesheim | Giovanni di Leiningen-Dagsburg-Falkenburg          |  |  |       |  |  |                              |  |  |                                 |  |
|                                                        |                              | Cristiano Carlo Reinardo di Leiningen-Dachsburg-Falkenburg-Heidesheim | Giovanni di Leiningen-Dagsburg-Falkenburg          |  |  |       |  |  |                              |  |  |                                 |  |
|                                                        |                              | Cristiano Carlo Reinardo di Leiningen-Dachsburg-Falkenburg-Heidesheim | Giovanna Maddalena di Hanau-Lichtenberg            |  |  |       |  |  |                              |  |  |                                 |  |
| Maria Luisa Albertina di Leiningen-Dagsburg-Falkenburg |                              | Cristiano Carlo Reinardo di Leiningen-Dachsburg-Falkenburg-Heidesheim |                                                    |  |  |       |  |  |                              |  |  |                                 |  |
|                                                        |                              | Caterina Polissena di Solms-Rödelheim                                 | Luigi di Solms-Rödelheim                           |  |  |       |  |  |                              |  |  |                                 |  |
|                                                        |                              | Caterina Polissena di Solms-Rödelheim                                 | Luigi di Solms-Rödelheim                           |  |  |       |  |  |                              |  |  |                                 |  |
|                                                        |                              | Caterina Polissena di Solms-Rödelheim                                 | Carlotta Sibilla di Ahlefeldt                      |  |  |       |  |  |                              |  |  |                                 |  |
|                                                        |                              | Caterina Polissena di Solms-Rödelheim                                 |                                                    |  |  |       |  |  |                              |  |  |                                 |  |